# Curt von François
Curt (Karl Bruno) von François (2 octobre 1852 - 28 décembre 1931) était un géographe, un cartographe et un officier de l'armée coloniale impériale du Reich allemand qui s'illustra principalement dans le Sud-Ouest africain où il eut la charge de fonder au nom du Kaiser la ville de Windhoek le 18 octobre 1890 et le port de Swakopmund le 4 août 1892.

## Origine
Né à Luxembourg en 1852, Curt von François était le fils cadet d'un officier prussien Bruno von François d'ascendance huguenote dont les ancêtres avaient fui la France après la révocation de l'édit de Nantes.
Officier de l'armée prussienne, von François participe à la guerre de 1870 contre la France.
En 1883, il se joint comme cartographe et géographe à l'expédition belge de Hermann von Wissmann au Congo (futur Congo-Kinshasa).
De retour en Allemagne en 1886, il est promu capitaine et membre de l'état major impérial en 1887. Il est alors envoyé en mission par le ministère des affaires étrangères dans la colonie allemande du Togo avant d'être envoyé dans le Sud-Ouest africain allemand pour instaurer l'ordre.
C'est le 24 juin 1889 que le major Curt von François et 21 soldats allemands (dont son propre frère Hugo von François, explorateur et photographe) débarquent à Walvis Bay, enclave britannique dans le Sud-Ouest africain allemand. Envoyé par Otto von Bismarck, sa mission est de pacifier la région. Il retrouve à Walvis Bay le haut commissaire allemand, Heinrich Göring, qui avait dû se résoudre à se placer sous la protection britannique.
Von François installe ses quartiers à Otjimbingwe. Très vite, il conquiert Tsaobis, puis Heusis.

## Le fondateur de la Windhoek moderne et de Swakopmund
Curt von François et ses troupes arrivent sur le site de Winterhoek le 18 octobre 1890. Il y fait construire un fort (Alte Feste), quartier général des forces coloniales du Reich et charge son frère Hugo d'élever les fortifications. Curt von François y gagne à tort[pourquoi ?] le surnom de fondateur de Windhoek dans l'historiographie coloniale. Winterhoek, germanisé en Windhuk est un lieu idéal à proximité de sources d'eau, au centre du pays, situé entre les territoires namas et les territoires hereros. Les premiers commerçants européens arrivent dès 1891 et en 1894, la ville compte 85 résidents blancs (dont cinq femmes), 500 soldats de la troupe coloniale allemande et de 300 à 400 noirs (essentiellement des namas).
Quand Göring quitte ses fonctions, Curt von François est nommé commissaire impérial. L'administration coloniale est alors déplacée de Otjimbingwe à Windhoek le 7 décembre 1891.
En 1892, il fonde le port de Swakopmund destiné à affranchir la colonie de sa dépendance vis-à-vis de Walvis Bay. L'expédition est transportée par la canonnière SMS Hyäne.
En 1893, le capitaine von François est promu Major et reçoit le titre de "Landeshauptmann" du Sud-Ouest Africain allemand.

## La résistance d'Hendrik Witbooi
En 1893, il inaugure la première guerre allemande dans le territoire avec l'attaque du quartier général du chef nama Hendrik Witbooi à Hornkranz. Henrik Witbooi refuse par trois fois de se mettre sous la protection allemande et devient le principal ennemi de von François. Les troupes coloniales tuent à Hornkranz 70 femmes et enfants, mais leur chef s'échappe puis contre-attaque dans la banlieue de Windhuk où il libère les chevaux de la troupe coloniale. Von François attaque de nouveau Hornkranz avec, comme supplétifs, les Basters de Rehoboth du capitaine Johannes Diergaardt (de). Le site est alors occupé par les Allemands. Hendrik Witbooi contre-attaque de nouveau d'abord à Naos puis directement à Windhuk, obligeant la troupe coloniale à abandonner Hornkranz.
La résistance de Witbooi rencontre alors une certaine sympathie en Europe[évasif]. Une nouvelle attaque de Hornkranz par von François ne permet pas de venir à bout de la résistance d'Hendrik Witbooi. Les répressions, contre-attaque, sabotages et représailles jalonnent toute l'année 1893. En décembre, von François attaque pour la quatrième fois Hornkranz et pour la première fois, les namas de Witbooi sont sévèrement battus.
Dans le même temps, les pressions montent en Allemagne pour rappeler Von François à qui il est reproché de ne pas avoir pu traiter avec Witbooi autrement que par les armes et de ne pas l'avoir vaincu non plus par cette voie. Le 15 mars 1894, il cède le titre de commissaire impérial à Theodor Leutwein

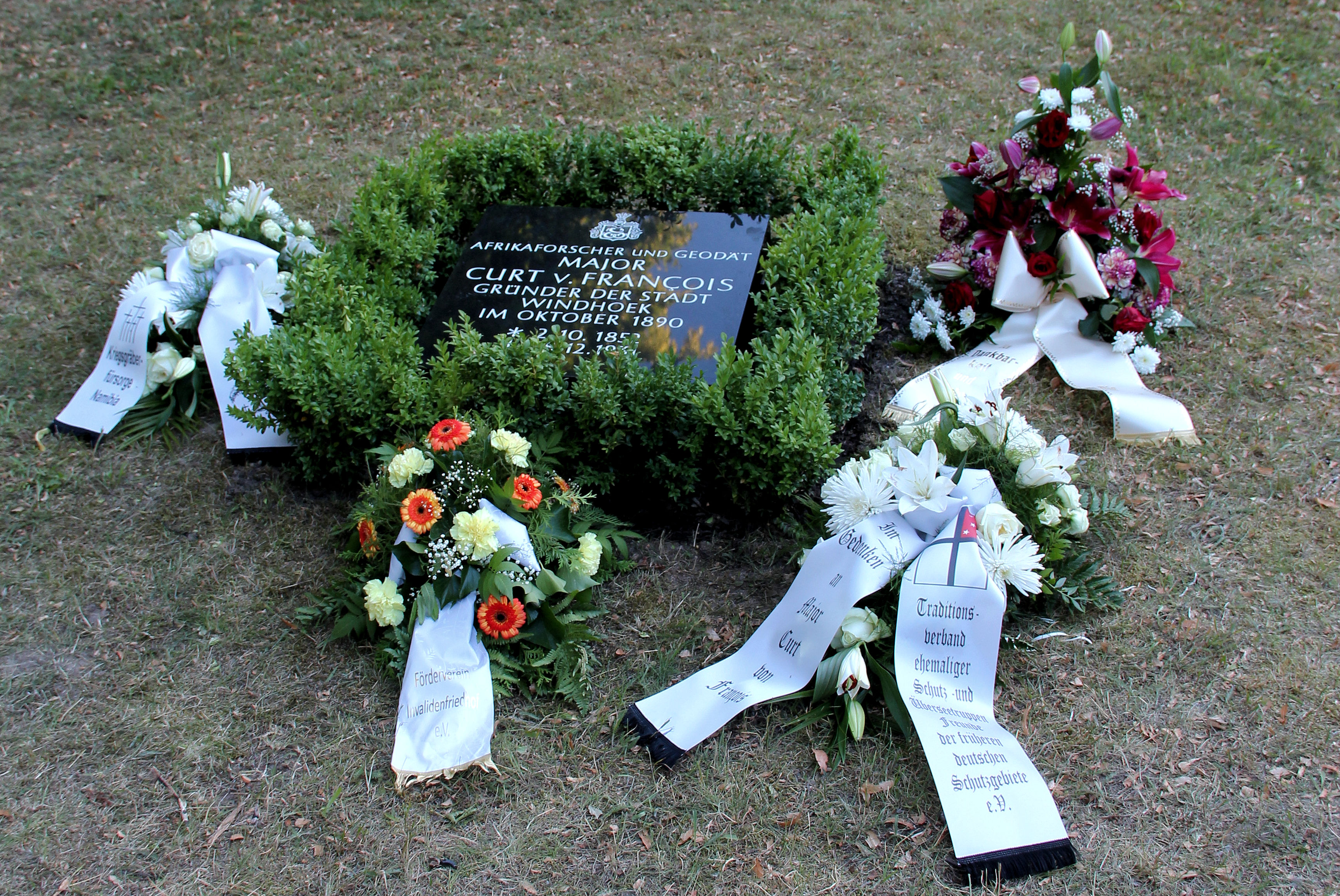
Lieu de la sépulture de Von François au cimetière des Invalides à Berlin

Von François quitte la colonie allemande en août 1894 après avoir établi une station militaire à Warmbad dans le sud du Sud-Ouest Africain.
En 1895, il prend sa retraite militaire et s'installe à Zernsdorf près de Berlin.
Curt von François meurt le 28 décembre 1931 dans sa résidence de Zernsdorf et est enterré au cimetière des Invalides.

## Vie privée

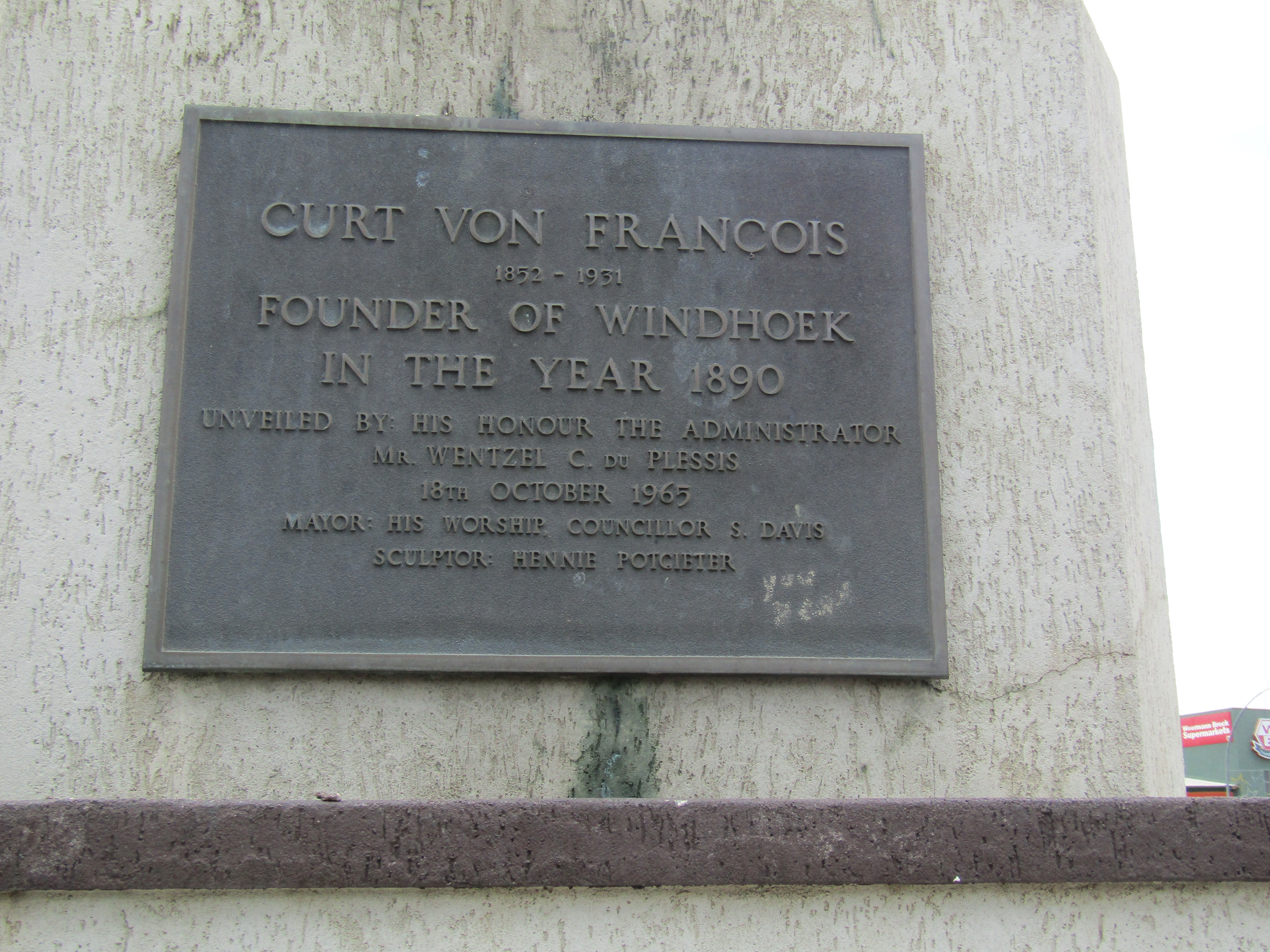
Plaque sur la statue mentionnant Curt von François comme le fondateur de Windhoek en 1890

Durant son séjour au sud-ouest africain, Curt von Francois épouse la princesse Amalia !Gwaxas (Amalia Gereses) de la communauté des Damaras avec laquelle il a une fille, Joséphine (Josefine), décédée en 1990, qui lui donnera une descendance damara.
Veuf, de retour en Allemagne, il se marie en 1897 à Margarethe Meyer zu Bonhmte avec laquelle il aura 4 enfants (Harald et Angelika, morts en bas âge, Lalage et Praxedis) avant de divorcer en 1911.

## Hommages
Une statue de Curt von Francois, réalisée par Hennie Potgieter, est dévoilée à Windhoek le 18 octobre 1965, en présence de ses deux filles Josefine et Praxedis (1903-1966), à l'occasion du 75e anniversaire de la fondation de la ville. Jusqu'aux années 1980, chaque année, les édiles municipaux de Windhoek commémorent la fondation de Windhoek par une cérémonie et un dépôt de fleurs à la base de cette statue. Le maintien de la statue dans l'espace public était néanmoins contestée, notamment par des militants décoloniaux, et elle a finalement été déboulonnée par la municipalité le 23 novembre 2022 pour un être transférée au musée de ville, en dépit de la protestation des héritiers Damaras de Von Francois,,.
Une avenue de Windhoek a porté le nom de Curt von François jusqu'aux années 1990, après l'indépendance de la Namibie. Elle porte aujourd'hui le nom de Sam Nujoma Drive.

## Livres
- Reisenn in Südlichen Congobecken, dans Mitteilungen der geographischen Gesellschaft, Hambourg, 1886.
- Die Erforschung des Tshuapa und Lulongo, Leipzig, 1888.
- Im Innern Afrikas, Leipzig, 1888